# Mes copines et moi 2
Pour plus de détails, voir Fiche technique et Distribution.
Mes copines et moi 2 (Freche Mädchen 2) est un film allemand réalisé par Ute Wieland (de) et sorti en 2010. 
Il s'agit de la suite de Mes copines et moi sorti en 2008.

## Fiche technique
- Titre original : Freche Mädchen 2
- Titre français : Mes copines et moi 2
- Réalisation : Ute Wieland (de)
- Pays d'origine :  Allemagne
- Langue originale : allemand
- Genre : Comédie
- Durée : 97 minutes
- Date de sortie : 2010

## Distribution
- Emilia Schüle : Mila
- Selina Shirin Müller (de) : Hanna
- Henriette Nagel (de) : Kati